# Sympherta townesi
Sympherta townesi är en stekelart som beskrevs av Hinz 1991. Sympherta townesi ingår i släktet Sympherta och familjen brokparasitsteklar. Inga underarter finns listade i Catalogue of Life.